# Mattoon
Mattoon település az Amerikai Egyesült Államok Illinois államában, Coles megyében. Lakosainak száma 16 870 fő (2020. április 1.).

## Közlekedés
A települést érinti az Amtrak két távolsági vasúti járata is, az Illini és a Saluki.

## Népesség
A település népességének változása:

| 2010 | 18 555 |
| 2020 | 16 870 |